# Soukaina Hamdi
Soukaina Hamdi est une arbitre assistante marocaine de football.

## Biographie
Soukaina Hamdi figure sur la liste des arbitres de la FIFA depuis 2019 et arbitre des matchs internationaux de football.
Soukaina Hamdi est notamment arbitre assistante lors de la Coupe du Monde U-17 2022 en Inde (deux matchs), de la Coupe d'Afrique des Nations U-20 2023 en Égypte (trois matchs) et de la Coupe d'Afrique des Nations U-17 2023 en Algérie (deux matchs).
En janvier 2023, Soukaina Hamdi est nommée pour la Coupe du monde 2023 en Australie et en Nouvelle-Zélande.